# Ambaroba, Biga
Ambaroba là một xã thuộc huyện Biga, tỉnh Çanakkale, Thổ Nhĩ Kỳ. Dân số thời điểm năm 2011 là 190 người.